# Zenillia libatrix
Zenillia libatrix là một loài ruồi trong họ Tachinidae.